# Rhabdolichops electrogrammus
Rhabdolichops electrogrammus är en fiskart som beskrevs av John G. Lundberg och Mago-leccia, 1986. Rhabdolichops electrogrammus ingår i släktet Rhabdolichops och familjen Sternopygidae. Inga underarter finns listade i Catalogue of Life.